# Сенглеа Атлетик
ФК Сенглеа Атлетик (на малтийски Senglea Athletic Football Club) е малтийски футболен клуб, базиран в град Сенглеа. Основан през 1943 година. Отборът играе в Малтийската Премиер лига.

## Успехи
- Първа лига: (2 ниво)
  -  Шампион (1): 1980/81
- Трета дивизия: (4 ниво)
  -  Шампион (1): 2012/13
- Купа на Малта:
  -  Финалист (1): 1980/81